# Jacob van Brugge
Jacob van Brugge van Gruuthuse en van der Aa (Brugge, 1418 — 1472/4), oudere broer van Lodewijk van Gruuthuse van de Gruuthuse familie, was een Vlaams edelman.
Door advies van heer Joost de Hurtere besloot Isabella van Bourgondië om van haar broers zoon koning Alfons V van Portugal het vruchtgebruik van de Azoren te vragen. Isabella van Bourgondië was bezorgd over de armoede van de bevolking in Vlaanderen en wilde pioniers vanuit Vlaanderen laten wonen op de eilanden van de Azoren. Koning Alfons stemde ermee in en Joost de Hurtere vertrok met tweeduizend Vlaamse kolonisten, waaronder Jacob van Brugge, naar de Atlantische archipel. Vanaf de 15e tot de 17e eeuw sprak men niet van de Azoren maar van de Vlaamse eilanden.
Jacob van Brugge mocht het eiland Terceira bevolken. Hij wilde eerst Portugezen overtuigen, maar dat lukte hem niet en hij trok naar Vlaanderen om daar kandidaten te ronselen. Op 1 januari 1451 landde hij op Terceira waar hij de nederzetting Vila da Praia stichtte. Kort daarna kreeg hij het eiland in concessie. Dat betekende dat hij een soort feodaal heerser werd. Tijdens zijn verblijf verdween hij evenwel spoorloos.
Er wordt verondersteld dat de verdwijning van Jacob van Brugge iets te maken heeft gehad met de beslissing van Diogo de Teive, gezagvoerder van de twee westelijkste eilanden van de Azoren, Flores en Corvo, om het gezag over te dragen aan zijn zoon João de Teive, die het daarna verkocht aan Fernão Teles de Meneses, gehuwd met Maria van Vilhena.